# Corthys
« Cortis » redirige ici. Pour les autres significations, voir Antonio Cortis et Daniele Cortis.
Corthys aussi écrit Cortis (en néerlandais et officiellement, Kortijs) est une section de la commune belge de Gingelom située en Région flamande dans la province de Limbourg. C'était une commune à part entière avant la fusion des communes de 1971.

## Démographie

### Évolution démographique
- Sources : INS, Rem. : 1831 jusqu'en 1961 = recensements[4].